# Oumar Pouye
Oumar Pouye, né le 19 juin 1988 à Niomre au Sénégal, est un footballeur franco-sénégalais qui évolue au poste de milieu offensif. Il évolue actuellement au CA Neuville en Régional 1.

## Carrière
Après avoir remporté les championnats de National et de Ligue 2 en 2010 et 2011 avec l'Évian TG FC, il quitte le haut-savoyard à la fin de la saison. Début juin, il décide de rejoindre le FC Metz, club qu'il a déjà connu auparavant.

### RC Strasbourg Alsace
Il s'engage avec le RC Strasbourg pour la saison 2015-2016. Il dispute son premier match avec le RCS le 7 août 2015 à l'occasion de la première journée de championnat de National contre Dunkerque. Le Racing perdra le match sur le score de 4-1. Il adresse une passe décisive à Jérémy Blayac sur coup franc. Durant ce match, il se blesse et sera absent huit semaines. Il joue son deuxième match en faveur du RCS le 10 octobre 2015 soit deux mois et trois jours après son dernier match à l'occasion du cinquième tour de la Coupe de France. Le Racing remportera le match 1-0 après prolongation. Il a disputé l'intégralité de la rencontre. Il marque son premier but pour le Racing le 25 octobre 2015 pour le sixième tour de Coupe de France.

### Prêt à Quevilly-Rouen
Souffrant de multiples blessures, il ne prend part à aucun match de Strasbourg durant la première moitié de la saison 2016-2017, il effectue donc son retour en National le 22 décembre 2016 en étant prêté à l'US Quevilly-Rouen, alors deuxième au classement.

## Statistiques
| Saison                | Club                         | Championnat           | Championnat | Championnat | Coupe(s) nationale(s) | Coupe(s) nationale(s) | Total | Total |
| Saison                | Club                         | Division              | M.          | B.          | M.                    | B.                    | M.    | B.    |
| 2007-2008             | FC Metz                      | Ligue 1               | 4           | 0           | -                     | -                     | 4     | 0     |
| 2008-2009             | Olympique Croix-de-Savoie 74 | National              | 35          | 9           | 3                     | 4                     | 38    | 13    |
| 2009-2010             | Évian Thonon Gaillard        | National              | 15          | 0           | 1                     | 0                     | 16    | 0     |
| 2010-2011             | Évian Thonon Gaillard        | Ligue 2               | 32          | 6           | 4                     | 1                     | 36    | 7     |
| Sous-total            | Sous-total                   | Sous-total            | 82          | 15          | 8                     | 5                     | 90    | 20    |
| 2011-2012             | FC Metz                      | Ligue 2               | 23          | 1           | 4                     | 2                     | 27    | 3     |
| 2012-2013             | Amiens SC                    | National              | 33          | 6           | 3                     | 0                     | 36    | 6     |
| 2013-2014             | Amiens SC                    | National              | 32          | 3           | 4                     | 0                     | 36    | 3     |
| 2014-2015             | Amiens SC                    | National              | 33          | 16          | 3                     | 0                     | 36    | 16    |
| Sous-total            | Sous-total                   | Sous-total            | 98          | 25          | 10                    | 0                     | 108   | 25    |
| 2015-2016             | RC Strasbourg                | National              | 13          | 0           | 3                     | 2                     | 16    | 2     |
| 2016-2017             | US Quevilly-Rouen (prêt)     | National              | 15          | 5           | 2                     | 0                     | 17    | 5     |
| 2017-2018             | US Créteil-Lusitanos         | National              | 27          | 9           | 2                     | 2                     | 29    | 11    |
| 2018-2019             | Vendée Les Herbiers Football | National 2            | 24          | 10          | 4                     | 5                     | 28    | 15    |
| 2019-2020             | Vendée Les Herbiers Football | National 2            | 16          | 6           | 3                     | 4                     | 19    | 10    |
| Sous-total            | Sous-total                   | Sous-total            | 40          | 16          | 7                     | 9                     | 47    | 25    |
| 2021-2022             | US Lusitanos Saint-Maur      | National 2            | 6           | 0           | 1                     | 0                     | 7     | 0     |
| 2022-2023             | CA Neuville                  | National 3            | 11          | 2           | -                     | -                     | 11    | 2     |
| 2023-2024             | CA Neuville                  | Régional 1            | 19          | 12          | 2                     | 0                     | 21    | 12    |
| Sous-total            | Sous-total                   | Sous-total            | 30          | 14          | 2                     | 0                     | 32    | 14    |
| Total sur la carrière | Total sur la carrière        | Total sur la carrière | 338         | 85          | 39                    | 20                    | 377   | 105   |

## Palmarès
Il est champion de France National (D3) en 2010 puis Champion de France de Ligue 2 en 2011 avec l'Évian Thonon Gaillard FC.
Il est de nouveau champion de National en 2016 avec le RC Strasbourg puis vice-champion en 2017 avec l'US Quevilly-Rouen.

## Record
- Meilleur buteur de la coupe de France en 2018-2019